# Jongere linie Anhalt-Bernburg
De Jongere linie Anhalt-Bernburg (Duits: Jüngere Linie Anhalt-Bernburg) was een Duitse vorstelijke dynastie die regeerde over het kleine vorstendom Anhalt-Bernburg in Midden-Duitsland. In 1807 werd het vorstendom tot hertogdom verheven. 